# Campos Neutrales

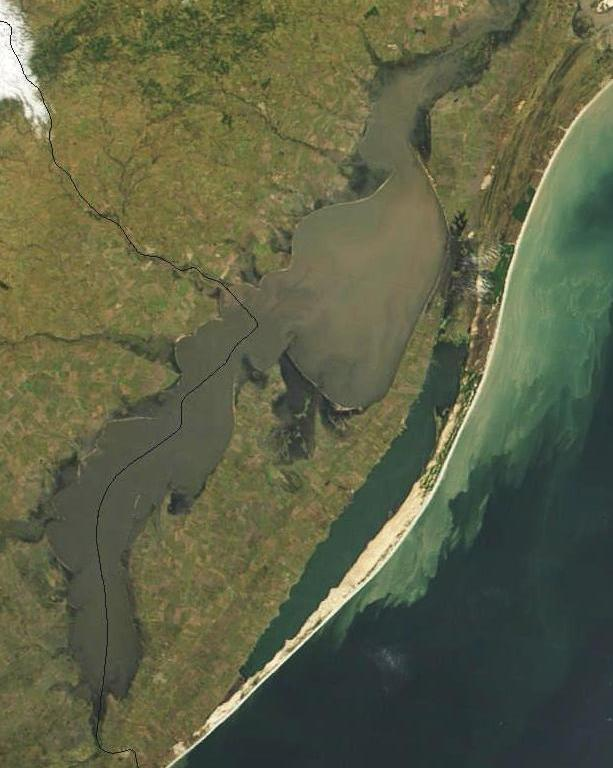
Vista satelital de los Campos Neutrales comprendidos entre la Laguna Merín y el Océano Atlántico.

Campos Neutrales es la denominación dada por el Tratado de San Ildefonso de 1777, a la franja de tierra deshabitada comprendida entre la Laguna Merín y el Océano Atlántico, cuya posesión no sería retenida por ninguna de las partes en conflicto, es decir, ni por España ni Portugal. Esta franja se extendía desde los humedales de Taim hasta el Arroyo Chuy y, hasta la fecha, aunque forma parte de los municipios brasileños de Santa Vitória do Palmar y Chuí, continúa siendo denominada como tal. 
El Tratado de San Ildefonso, firmado en 1777 entre España y Portugal, con la mediación de los gobiernos de Inglaterra y Francia, estableció la posesión de Colonia del Sacramento para los españoles, pero a cambio reconoció la soberanía portuguesa sobre la margen izquierda del Río de la Plata. Entre estos dos territorios se encontrarían los Campos Neutrales, donde ninguno de los dos países podría situar tropas ni establecer campamentos, evitando así el enfrentamiento directo entre ambas potencias colonizadoras, siendo una especie de área desmilitarizada. 
A pesar del tratado, con la creación de la Capitanía de São Pedro do Rio Grande do Sul, se concedieron sesmarias a los oficiales del ejército portugués dentro de los Campos Neutrales que terminarían bajo control brasileño.